# Map of the Human Soul
Map of the Human Soul(맵 오브 더 휴먼 소울, '인간 영혼의 지도')은 3인조 힙합 그룹 에픽하이의 데뷔 음반이자 정규 1집 음반이다. 2004년 10월 8일에 발매되었으며 2005년에 정규 2집 High Society와 더불어 재발매되었다.

## 배경
Map of the Human Soul의 프로듀서인 J-Win이 만든 자리에서 언더그라운드에서 활동중이었던 타블로와 미쓰라 진, 그리고 클럽/공연장에서 활동중이던 DJ 투컷이 만나 대화를 통한 음악적 교류를 통해서 뜻을 모아 팀을 결성하게 되었고 이후 여러 활동과 음반이 나오기 전 TBNY, CB 매스 등 여러 아티스트의 피쳐링과 언더그라운드 공연으로 서서히 이름을 알리기 시작하였다.
하지만 CB 매스의 커빈이 연루된 소위 VIP 사건으로 인해 곧 나오기로 했던 그들의 정규 1집 발매는 무기한 중단되어 빚으로 인해 멤버 모두 다른 일에 종사하며 데뷔하기까지 차질을 빚었다.
소위 VIP 사건 때문에 예정보다 미뤄진 데뷔 음반은 곧바로 CB 매스의 전 멤버였던 개코와 최자 (다이나믹 듀오) 그리고 J-Win, TBNY의 도움으로 우여곡절 끝에 발매하게 된다. 2003년에 발표된 첫 정규 음반 Map of the Human Soul은 리스너들에게 그간에는 듣지 못했던 문학적 가사와 참신한 비유로 좋은 평가를 받게 된다. 타이틀 곡은 "I Remember"였는데, 타이틀 곡과 음반 모두 대중적인 면과 상업적인 측면에서는 성공 못하였다. 신인치고는 화려한 피쳐링 진(다이나믹 듀오, TBNY, 주석, 린 등)은 화제가 되었다. 한국 블랙 뮤직 사이트인 힙합플레이야의 2003년 어워드에서는 올해의 아티스트 부분 2위, 올해의 앨범 1위, 올해의 신인 1위, 올해의 곡 5위("I Remember") 등을 차지하여 매니아층에선 높은 관심과 인정을 받았다.
2006년, 3집 Swan Songs의 성공으로 2집과 함께 재발매되었고 1집의 누적 판매량은 2만 1천여 장을 기록하였다.

## 수록곡
| #             | 제목                                                       | 작곡          | 재생 시간 |
| ------------- | ---------------------------------------------------------- | ------------- | --------- |
| 1.            | Go                                                         | 개코          | 4:45      |
| 2.            | 풍파 (Feat. 한상원, Vocoder Version)                       | J-Win         | 4:04      |
| 3.            | I Remember (Feat. Kensie)                                  | 개코          | 3:41      |
| 4.            | 하늘에게 물어봐 (Feat. 최자와 개코)                        | 개코          | 4:09      |
| 5.            | 10년 뒤에 (Dear Me, Feat. Leeds)                           | J-Win         | 4:24      |
| 6.            | Lesson One (Tablo's Word)                                  | J-Win         | 3:01      |
| 7.            | 그녀가 불쌍해 (Feat. Lyn)                                  | 최자          | 4:07      |
| 8.            | Street Lovin’ (Feat. Joosuc)                               | 주석          | 3:47      |
| 9.            | Love Song (Feat. 박성웅)                                   | J-Win         | 4:45      |
| 10.           | 고독 한(恨) 사랑 (Mithra's Word)                           | J-Win         | 2:40      |
| 11.           | Free Love                                                  | J-Win         | 3:46      |
| 12.           | Get High                                                   | J-Win         | 3:49      |
| 13.           | 유서 (Feat. TBNY)                                          | 얀키          | 4:46      |
| 14.           | 막을 내리며 (Dedication)                                   | J-Win         | 4:01      |
| 15.           | Watch Ya Self (Hidden Track, Feat. Double K, 디기리, 얀키) | 페니          | 4:31      |
| 총 재생 시간: | 총 재생 시간:                                              | 총 재생 시간: | 1:00:16   |